# KK Alytaus Dzūkija
El Krepšinio klubas Alytaus Dzūkija es un club profesional de baloncesto con sede en Alytus, Lituania fundado en 2012 y que participa en la LKL. Disputa sus encuentros como local en el Alytus Arena, con capacidad para 5.500 espectadores. Ocupa el lugar en la ciudad que dejaron otros dos clubes de baloncesto ya desaparecidos, el Alytaus Alita y el KK Alytus.

## Historia
Tras la disolución de los dos equipos profesionales que había tenido la ciudad, apareció la figura del medalla de bronce en los Juegos Olímpicos de Atlanta 1996, Tomas Pačėsas, natural de Alytus presentando un ambicioso prollecto denominado Dzūkija, y que puso en marcha en 2012 comprando la licencia para jugar en la Nacionalinė krepšinio lyga, la segunda división del país.
En su primera temporada en el baloncesto profesional alcanza la final, perdiendo ante el Mažeikių Mažeikiai, pero logrando el ascenso a la Lietuvos Krepšinio Lyga, la primera división de Lituania.

## Trayectoria
| Temporada | Categoría | Liga | Pos. | Postemporada     | LKF Cup          |
| --------- | --------- | ---- | ---- | ---------------- | ---------------- |
| 2012–13   | 2         | NKL  | 2    | Finalista        | –                |
| 2013–14   | 1         | LKL  | 10   | –                | 4.ª ronda        |
| 2014–15   | 1         | LKL  | 6    | Cuartos de final | Cuartos de final |
| 2015–16   | 1         | LKL  | 10   | –                | –                |
| 2016–17   | 1         | LKL  | 8.º  | –                | Cuartos de final |

## Jugadores destacados
| - Miralem Halilović - Ismet Sejfić - Álex Hernández - Kristaps Surkus - Andris Umbrasko - Sándor Zsemlye - Joey van Zegeren - Adam Łapeta - Cezary Trybanski - Krzysztof Wilangowski - Aleksei Andrianov - Fedor Dmitriev - Aleksandr Kluev | - Anton Kobylinski - Maxim Morozov - Yuriy Trubin - Nikola Cvetinović - Marko Ilić - Milorad Kovačević - Stefan Perunicić - Radenko Pilčević - Nikola Radojičić - Jaka Brodnik - Miha Čmer - Vadym Norenko - Travis Garrison | - Jimmy Gavin - Bryan Harrison - Johnathan Hudson - Steven Idlet - Hakeem Jackson - Gary Johnson - James Lewis - Myles Mack - Steve McGlothin - Markus Monroe - Ryan Nicholas - Jeff Robinson - Aaron Valdes | - Will Walker - Rytis Juknevičius - Sergey Oleynikov - Michael Dixon |